# Episodi di Guys with Kids
La prima stagione della serie televisiva Guys with Kids è stata trasmessa dal canale televisivo statunitense NBC a partire dal 12 settembre 2012. Ordinati tredici episodi, il 15 novembre 2012 il network ha ordinato quattro episodi aggiuntivi, portando il totale a 17.
In Italia la serie è ancora inedita.
| nº | Titolo originale      | Titolo italiano | Prima TV USA      | Prima TV Italia |
| -- | --------------------- | --------------- | ----------------- | --------------- |
| 1  | Pilot                 |                 | 12 settembre 2012 |                 |
| 2  | Chris' New Girlfriend |                 | 26 settembre 2012 |                 |
| 3  | Marny Wants A Girl    |                 | 3 ottobre 2012    |                 |
| 4  | The Standoff          |                 | 10 settembre 2012 |                 |
| 5  | Gary's Day Off        |                 | 17 ottobre 2012   |                 |
| 6  | Apartment Halloween   |                 | 24 ottobre 2012   |                 |
| 7  | The Bathroom Incident |                 | 31 ottobre 2012   |                 |
| 8  | First Birthday        |                 | 14 novembre 2012  |                 |
| 9  | Thanksgiving          |                 | 21 novembre 2012  |                 |
| 10 | Christmas             |                 | 5 dicembre 2012   |                 |
| 11 | First Word            |                 | 2 gennaio 2013    |                 |
| 12 | Marny's Dad           |                 | 9 gennaio 2013    |                 |
| 13 | Me Time               |                 | 30 gennaio 2013   |                 |
| 14 | The Will              |                 | 6 febbraio 2013   |                 |
| 15 | Gary's Idea           |                 | 13 febbraio 2013  |                 |
| 16 | Rare Breed            |                 | 20 febbraio 2013  |                 |
| 17 | Divorce Party         |                 | 27 febbraio 2013  |                 |